# ماغنتيك سبرينغز (أوهايو)
ماغنتيك سبرينغز (بالإنجليزية: Magnolia, Ohio)‏ هي معلم جغرافي تقع في الولايات المتحدة في أوهايو. يقدر عدد سكانها بـ 978 نسمة ومساحتها 2.25 كم2 وترتفع عن سطح البحر 292 متر.

## التركيبة السكانية
قام مكتب تعداد الولايات المتحدة بتحديد بيانات التركيبة السكانية لماغنتيك سبرينغز في تعداد الولايات المتحدة. في ما يلي، التركيبة السكانية حسب تعدادي 2000 و2010.

### تعداد عام 2000
بلغ عدد سكان ماغنتيك سبرينغز 931 نسمة بحسب تعداد عام 2000، وبلغ عدد الأسر 369 أسرة وعدد العائلات 263 عائلة مقيمة في القرية. في حين سجلت الكثافة السكانية 1,046.5 نسمة لكل ميل مربع (404.1/كم2). وبلغ عدد الوحدات السكنية 398 وحدة بمتوسط كثافة قدره 447.4 نسمة لكل ميل مربع (172.7/كم2).
وتوزع التركيب العرقي للقرية بنسبة 99.03% من البيض و 0.21% من الأمريكيين الأصليين و 0.54% من الأمريكيين الأفارقة و 0.21% من عرقين مختلطين أو أكثر.
بلغ عدد الأسر 369 أسرة كانت نسبة 30.9% منها لديها أطفال تحت سن الثامنة عشر تعيش معهم، وبلغت نسبة الأزواج القاطنين مع بعضهم البعض 59.6% من أصل المجموع الكلي للأسر، ونسبة 8.1% من الأسر كان لديها معيلات من الإناث دون وجود شريك، وكانت نسبة 28.7% من غير العائلات. تألفت نسبة 24.9% من أصل جميع الأسر من أفراد ونسبة 11.9% كانوا يعيش معهم شخص وحيد يبلغ من العمر 65 عاماً فما فوق. وبلغ متوسط حجم الأسرة المعيشية 3.00، أما متوسط حجم العائلات فبلغ 2.52.
بلغ العمر الوسطي للسكان 39 عاماً. وكانت نسبة 25.8% من القاطنين تحت سن الثامنة عشر، وكانت نسبة 4.8% بين الثامنة عشر والأربعة وعشرون عاماً، ونسبة 30.9% كانت واقعةً في الفئة العمرية ما بين الخامسة والعشرون حتى والأربعة وأربعون عاماً، ونسبة 22.2% كانت ما بين الخامسة والأربعون حتى الرابعة والستون، ونسبة 16.2% كانت ضمن فئة الخامسة والستون عاماً فما فوق. يوجد لكل 100 أنثى 100.6 ذكر، ويوجد لكل 100 أنثى في الثامنة عشر من عمرها فما فوق 96.3 ذكر.
بلغ متوسط دخل الأسرة في القرية 39,688 دولار، أما متوسط دخل العائلة فبلغ 45,156 دولار. وكان متوسط دخل الذكور 32,292 دولار مقابل 20,909 دولار للإناث. وسجل دخل الفرد الخاص بالقرية 19,711 دولار. وكانت نسبة 4.3% من العائلات ونسبة 4.3% من السكان تحت خط الفقر، وكان من هؤلاء نسبة 3.3% تحت سن الثامنة عشر ونسبة 3.9% في الخامسة والستين من العمر وما فوق.

### تعداد عام 2010
بلغ عدد سكان ماغنتيك سبرينغز 978 نسمة بحسب تعداد عام 2010، وبلغ عدد الأسر 384 أسرة وعدد العائلات 266 عائلة مقيمة في القرية. في حين سجلت الكثافة السكانية 1,124.1 نسمة لكل ميل مربع (434.0/كم2). وبلغ عدد الوحدات السكنية 418 وحدة بمتوسط كثافة قدره 480.5 لكل ميل مربع (185.5/كم2).
وتوزع التركيب العرقي للقرية بنسبة 97.8% من البيض و 0.3% من الأمريكيين الأصليين و 0.3% من الأمريكيين ذوي الأصول الآسيوية و 0.2% من الأمريكيين الأفارقة و 1.3% من عرقين مختلطين أو أكثر.
بلغ عدد الأسر 384 أسرة كانت نسبة 34.1% منها لديها أطفال تحت سن الثامنة عشر تعيش معهم، وبلغت نسبة الأزواج القاطنين مع بعضهم البعض 55.5% من أصل المجموع الكلي للأسر، ونسبة 8.3% من الأسر كان لديها معيلات من الإناث دون وجود شريك، بينما كانت نسبة 5.5% من الأسر لديها معيلون من الذكور دون وجود شريكة وكانت نسبة 30.7% من غير العائلات. وبلغ متوسط حجم الأسرة المعيشية 3.08، أما متوسط حجم العائلات فبلغ 2.55.
بلغ العمر الوسطي للسكان 38.9 عاماً. وكانت نسبة 26% من القاطنين تحت سن الثامنة عشر، وكانت نسبة 8.4% بين الثامنة عشر والأربعة وعشرون عاماً، ونسبة 24.4% كانت واقعةً في الفئة العمرية ما بين الخامسة والعشرون حتى والأربعة وأربعون عاماً، ونسبة 26.4% كانت ما بين الخامسة والأربعون حتى الرابعة والستون، ونسبة 14.9% كانت ضمن فئة الخامسة والستون عاماً فما فوق. وتوزع التركيب الجنسي للسكان بنسبة 50.5% ذكور و49.5% إناث.